# Paolo Paruta
Paolo Paruta (Venezia, 14 maggio 1540 – Venezia, 6 dicembre 1598) è stato uno storico, politico e diplomatico italiano, importante personalità culturale della Repubblica di Venezia.

## Biografia
Nacque a Venezia il 14 maggio 1540, da nobile famiglia d'origine lucchese. Compiuti gli studi di eloquenza e filosofia a Padova, ritornò a Venezia e vi aprì nel 1561 un'accademia privata di scienze politiche e morali. Aveva per questi studi una spiccata tendenza, che si accrebbe in seguito ai primi incarichi diplomatici affidatigli dal governo. Cominciò così la carriera pubblica del Paruta, la cui vita fu tutta spesa in servizio dello stato. Provveditore alla camera dei prestiti (1580), savio di Terraferma, provveditore alle biade (1587), membro del consiglio dei Sessanta (1588), governatore di Brescia (1591), ambasciatore a Roma (1592-95), dove si fece apprezzare per abilità e prudenza diplomatica anche dal papa Clemente VIII che lo creò cavaliere, infine procuratore di San Marco (27 dicembre 1596); furono queste altrettante tappe di una continua ascesa che sembrava dovesse innalzare il Paruta fino al dogado, quando la morte lo colse il 6 dicembre 1598.
Il Paruta si preparò alle storie attraverso la meditazione dei problemi politico-morali. Nei dialoghi Della perfezione della vita politica, pensati a Trento (1572) e pubblicati a Venezia nel 1579, egli ricerca, secondo il modello dialogico ciceroniano, l'ideale del cittadino e dell'uomo di stato. Nella ricerca riaffiora il vecchio contrasto tra la vita attiva e la contemplativa; e il Paruta già in quest'opera, come più tardi nel Soliloquio, sembra aderire alla seconda, ma più per una tendenza sentimentale e per un gusto intellettualistico che per una profonda convinzione. E, di fatto, non restano estranei all'interesse del Paruta quei problemi concreti della vita statale, massime quelli economici, che segnano un progresso sugli scrittori politici del Rinascimento. Nei Discorsi politici, in cui analizza le cause della grandezza e decadenza dei Romani (libro I) ed esamina il carattere dei vari governi europei e in particolare quello di Venezia (libro II), si avverte l'influenza immediata dei Discorsi del Machiavelli; ma il pensiero è meno robusto, ha minore forza logica, e lo stile appare enfatico, privo di vero slancio, specie là dove, dalla meditazione politica, emerge l'apologia della repubblica di Venezia innalzata, nel confronto, al livello di Roma.
Il Paruta confessa nel Soliloquio di aver sempre ambito la carica di storiografo ufficiale; così che accolse con gioia l'invito rivoltogli nel 1579 dal Consiglio dei Dieci di riprendere e proseguire le Rerum Venetarum Historiae di Pietro Bembo. Cominciò l'opera in latino, ma preferì la redazione in volgare, e scrisse la Istoria veniziana in dodici libri, dal 1513 al 1552. Va considerata a parte la Storia della guerra di Cipro (1570-73), in cui il Paruta mira a giustificare i Veneziani che avevano dovuto cedere Cipro al sultano; narrazione talvolta prolissa, ma ricca di vigorose pagine descrittive. Anche l'opera maggiore, dove le riflessioni dirette sostituiscono la consuetudine oratoria dei discorsi, ha pregi espositivi e stilistici non comuni. Come storico, il Paruta è nel solco della scuola del Guicciardini; del quale certo non possiede l'acuta e profonda penetrazione, ma serba il vivo senso delle cose politiche. Egli non concede larga parte alla vita interna, amministrativa e sociale, della repubblica; ma nemmeno si esaurisce nella narrazione delle vicende militari. Raccoglie invece il suo interesse sui problemi politici e sulle questioni diplomatiche, e non trascura di scoprire i legami tra la storia veneziana e quella italiana ed europea. Tuttavia la mentalità e il criterio di giudizio sono quelli di un veneziano. "Venezia è una vera immagine di perfetto governo" (libro I, proemio), e il Paruta ne è così convinto che assume spesso una posizione dogmatica. Ma ciò non toglie che la passione di patria animi talvolta felicemente la sua opera di scrittore e di storico, come nella strenua difesa (Discorsi, II) dell'italianità della politica veneziana.

## Opere

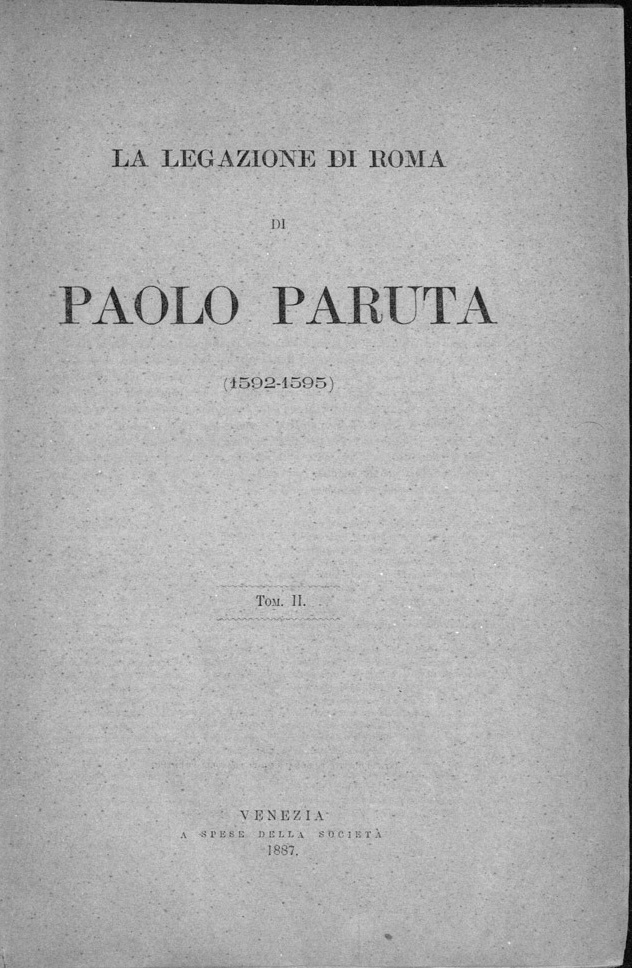
La legazione di Roma di Paolo Paruta, tomo II, 1887

Alle Opere politiche di Paolo Paruta, a cura di Cirillo Monzani, Firenze 1852, voll. 2, si deve aggiungere La legazione di Roma di Paolo Paruta, a cura di Giuseppe De Leva, Venezia 1886-87, voll. 3. La Istoria veneziana fu pubblicata per la prima volta a Venezia nel 1605, poi ristampata nel 1718 da Apostolo Zeno. Una scelta a cura di Giuseppe Paladino: Paolo Paruta, Storia veneziana, Lanciano 1913. Per l'epistolario: Lettere inedite di Paolo Paruta, a cura di Giuseppe Biadego, Verona 1885.
- Della perfezione della vita politica, Venezia, appresso Domenico Nicolini, 1579.
- Discorsi politici, Venezia, appresso Domenico Nicolini, 1599.
- Apostolo Zeno (a cura di), Istoria Veneziana, vol. 1, Venezia, appresso il Lovisa, 1718.
- Apostolo Zeno (a cura di), Istoria Veneziana, vol. 2, Venezia, appresso il Lovisa, 1718.
- Giuseppe De Leva (a cura di), La legazione di Roma di Paolo Paruta, 3 voll., Venezia, Regia deputazione veneta di storia patria, 1886-1887.
  -  La legazione di Roma di Paolo Paruta, vol. 2, Venezia, Regia deputazione veneta di storia patria, 1887.